# اقتصاد مختلط
يقوم الاقتصاد المختلط (بالإنجليزية: Mixed Economy)‏ بالخلط بين عناصر اقتصاد الأسواق المالية وعناصر الاقتصاد المخطط له، أو بين الأسواق الحرة والدعم الحكومي، أو بين المؤسسات الخاصة والعامة. لا يوجد تعريف واحد للاقتصاد المختلط، بل تعريفان رئيسيان. أول تعريف يقوم على الخلط بين الأسواق والدعم الحكومي، ويشير إلى اقتصاد السوق الرأسمالية ذات الإشراف التنظيمي القوي، والسياسات التدخلية، وتوفير الحكومة للخدمات العامة. التعريف الثاني ذو طبيعة سياسية ويقوم على الخلط بين اقتصاد المشاريع الخاصة والمشاريع العامة.
في معظم الحالات، ولا سيما اقتصاد الدول الغربية، يشير مصطلح «الاقتصاد المختلط» إلى الاقتصاد الرأسمالي الذي يتميز بهيمنة الملكية الخاصة على وسائل الإنتاج والمشاريع التي تسعى إلى الربح وتراكم رأس المال كقوة دافعة أساسية. في هذا النظام، تخضع الأسواق لرقابة تنظيمية بدرجات متفاوتة، وتمارس الحكومات نفوذًا على الاقتصاد الكلي بشكل غير مباشر من خلال السياسات المالية والنقدية بهدف مواجهة تاريخ دورات الطفرة أو الكساد، والبطالة وتفاوت الدخل في الرأسمالية. في هذا الإطار، توفر الحكومة أعدادًا متفاوتة من المرافق العامة والخدمات الأساسية، وغالبًا يقتصر نشاط الدولة على توفير السلع العامة والمتطلبات المدنية الشاملة. ويشمل ذلك الرعاية الصحية والبنية التحتية المادية وإدارة الأراضي العامة. يتناقض ذلك مع مبدأ عدم التدخل (ليزيه فير)، إذ يقتصر نشاط الدولة على توفير السلع والخدمات العامة بالإضافة إلى البنية التحتية والإطار القانوني لحماية حقوق الملكية وتنفيذ العقود.
بالإشارة إلى النماذج الاقتصادية لأوروبا الغربية بعد الحرب العالمية الثانية التي دافع عنها الديمقراطيون المسيحيون والديمقراطيون الاشتراكيون، يتبين أن الاقتصاد المختلط هو شكل من أشكال الرأسمالية التي تمتلك فيها معظم الصناعات ملكية خاصة مع عدد صغير فقط من المرافق العامة والخدمات الأساسية ذات الملكية العامة. في فترة ما بعد الحرب، أصبحت الديمقراطية الاشتراكية الأوروبية مرتبطة بهذا النموذج الاقتصادي، مثلما يتضح من تنفيذ دولة الرفاهية.
كمثال اقتصادي، يقوم أفراد من مختلف الخلفيات السياسية بدعم الاقتصاد المختلط، عادةً من الحزب الوسط اليسار والوسط اليمين، مثل الديمقراطيين الاشتراكيين أو الديمقراطيين المسيحيين.

## أصول الكلمات
لا يوجد تعريف واحد فقط للاقتصاد المختلط. ومع ذلك، يوجد عمومًا تعريفان رئيسيان، أحدهما سياسي والآخر غير سياسي.
يشير التعريف السياسي للاقتصاد المختلط إلى درجة تدخل الدولة في اقتصاد السوق، إذ يصور الدولة على أنها تتدخل في السوق على افتراض أن السوق هو الآلية «الطبيعية» لتخصيص الموارد. يقتصر التعريف السياسي على الاقتصاد الرأسمالي ويستبعد الامتداد للأنظمة غير الرأسمالية، إذ يهتم بالسياسة العامة ونفوذ الدولة في السوق. من ناحية أخرى، يتعلق التعريف غير السياسي بأنماط ملكية وإدارة المشاريع الاقتصادية في الاقتصاد.
يقوم التعريف غير السياسي للاقتصاد المختلط بخلط الملكية العامة والخاصة للمؤسسات في الاقتصاد ولا يهتم بالأشكال السياسية والسياسة العامة.

### التاريخ
نشأ مصطلح «الاقتصاد المختلط» في سياق النقاش السياسي في المملكة المتحدة في فترة ما بعد الحرب، على الرغم من أن مجموعة السياسات المرتبطة بهذا المصطلح مدعومة منذ ثلاثينيات القرن العشرين على الأقل. معظم مؤيدي الاقتصاد المختلط، منهم آر إتش تاوني، وأنتوني كروسلاند وأندرو شونفيلد، ارتبطوا بحزب العمال البريطاني، على الرغم من أن المحافظين بمن فيهم هارولد ماكميلان قد أعربوا عن وجهات نظر مماثلة. جادل منتقدو الاقتصاد المختلط، ومنهم لودفيج فون ميسيس وفريدريك فون حايك، بأنه لا يمكن أن يكون هناك حل وسط دائم بين التخطيط الاقتصادي واقتصاد السوق وأن أي تحرك في اتجاه التخطيط الاشتراكي هو خطوة غير مقصودة نحو ما أسماه هيلير بلوك «الدولة الخادعة».

## الفلسفة السياسية
بالمعنى غير السياسي، يستخدم مصطلح «الاقتصاد المختلط» لوصف النظم الاقتصادية التي تجمع بين عناصر مختلفة لاقتصاد السوق والاقتصاد المخطط. نظرًا لأن معظم الأيديولوجيات السياسية والاقتصادية معرفّة بالمعنى المثالي، فالمعاني الموصوفة - إن وجدت - نادرًاً ما تطبّق بشكل عملي. يعتبر الكثير أنه من المعقول تسمية الاقتصاد، على الرغم من أنه ليس تعبيرًا مثاليًا، إلا أنه قريب من المثالي عند تطبيق نموذج التقييم الذي يحقق التسمية المثالية. ومع ذلك، عندما ينحرف النظام المعني بشدة عن النموذج الاقتصادي أو الأيديولوجية المثالية، يمكن أن تصبح مهمة تحديده صعبة. وبالتالي، تمت صياغة مصطلح «الاقتصاد المختلط». ونظرًا لأنه يستبعد أن يحتوي الاقتصاد على مزيج متساوٍ تمامًا، يميل الاقتصاد المختلط نحو الملكية الخاصة أو الملكية العامة، أو نحو الرأسمالية أو الاشتراكية، أو نحو اقتصاد السوق أو الاقتصاد الموجه بدرجات متفاوتة.

### التعاليم الاشتراكية الكاثوليكية
جادل المؤلف اليسوعي ديفيد هولينباخ إس جي بأن التعليم الاشتراكي الكاثوليكي يدعو إلى «شكل جديد» من أشكال الاقتصاد المختلط. ويشير إلى تصريح البابا بيوس الحادي عشر بأن الحكومة «يجب أن تقدم المساعدة لأعضاء الهيئة الاشتراكية، ولكن قد لا تدمرهم أو تستوعبهم أبدًا». كتب هولينباخ أن الاقتصاد المختلط الاشتراكي يشمل العمل والإدارة والدولة الذين يتعاونون معًا من خلال نظام تعددي يقوم بتوزيع القوة الاقتصادية على نطاق واسع.
ومع ذلك، لاحظ الباحثون اللاحقون أن اعتبار التبعية «ممارسة سياسية نزولية، تقودها الحكومة» يتطلب قراءة انتقائية للنشرات الدورية في الستينيات. تشير القراءة الأكثر شمولية للتعاليم الاشتراكية الكاثوليكية إلى أن تصور مفهوم التبعية هو «مفهوم صعودي» «متجذر في الاعتراف بالإنسانية المشتركة، وليس بالمكافئ السياسي للإلزام النبيل».

### الديمقراطية الاشتراكية الأوروبية
في أوائل فترة ما بعد الحرب في أوروبا الغربية، رفضت الأحزاب الديمقراطية الاشتراكية النموذج السياسي والاقتصادي الستاليني الحالي في الاتحاد السوفيتي، إذ التزمت إما بطرق بديلة عن الاشتراكية أو بحل وسط بين الرأسمالية والاشتراكية. في هذه الفترة، تبنى الديمقراطيون الاشتراكيون اقتصادًا مختلطًا قائمًا على هيمنة الملكية الخاصة، مع وجود أقلية فقط من المرافق الأساسية والخدمات العامة الخاضعة للملكية العامة. ونتيجة لذلك، أصبحت الديمقراطية الاشتراكية مرتبطة بالاقتصاد الكينزي وتدخلات الدولة ودولة الرفاهية، مع التخلي عن الهدف السابق المتمثل في استبدال النظام الرأسمالي (أسواق عناصر الإنتاج، والملكية الخاصة والعمل المأجور) بنظام اقتصادي اشتراكي مختلف نوعيًا.

### الفاشية
على الرغم من أن الفاشية هي في الأساس أيديولوجية سياسية تشدد على أهمية القضايا الثقافية والاجتماعية في الاقتصاد، فإن الفاشية عمومًا تدعم الاقتصاد المختلط الرأسمالي على نطاق واسع. تدعم الفاشية تدخل الدولة في الأسواق والمشاريع الخاصة، إلى جانب إطار الشركات المعروف باسم «الموقف الثالث» الذي يهدف ظاهريًا إلى أن يكون حل وسطً بين الاشتراكية والرأسمالية من خلال التوسط في نزاعات العمل والأعمال لتعزيز الوحدة الوطنية. اعتمدت الأنظمة الفاشية في القرن العشرين في إيطاليا وألمانيا برامجَ أعمال عامة كبيرة لتحفيز اقتصاداتها، وتدخلات الدولة في الاقتصاد الذي يسيطر عليه القطاع الخاص إلى حد كبير لتعزيز إعادة التسلح والمصالح الوطنية. ربط الباحثون أوجه التشابه بين الصفقة الأمريكية الجديدة وبرامج الأشغال العامة التي روجت لها الفاشية، بحجة أن الفاشية نشأت ردًاً على تهديد الثورة الاشتراكية وتهدف بالمثل إلى «إنقاذ الرأسمالية» والملكية الخاصة.

### الاشتراكية
دعا عدد من الاشتراكيين إلى «الاقتصاد المختلط» القائم على خلط المشاريع الخاصة والمملوكة اجتماعيًا كشكل انتقالي ضروري بين الرأسمالية والاشتراكية. بالإضافة إلى ذلك، تدعو مقترحات الأنظمة الاشتراكية إلى خلط أشكال مختلفة لملكية المشاريع بما في ذلك دور المؤسسات الخاصة. على سبيل المثال، مفهوم ألكساندر نوفي «للاشتراكية الممكنة» التي تحدد النظام الاقتصادي القائم على خلط مشاريع الصناعات الكبيرة الحكومية، وتعاونيات العمال والمستهلكين، ومشاريع المؤسسات الخاصة الصغيرة والمؤسسات المملوكة شخصيًا.

## مواضيع ذات صلة
- الديمقراطية الاشتراكية
- الاشتراكية الديمقراطية
- اقتصاد مخطط
- اقتصاد السوق الاجتماعي
- الحرب على الفقر
- اشتراكية السوق
- اقتصاد مخطط لامركزياً
- دورة اقتصادية
- الاشتراكية الليبرالية